# Marquesado de Castell-Florite

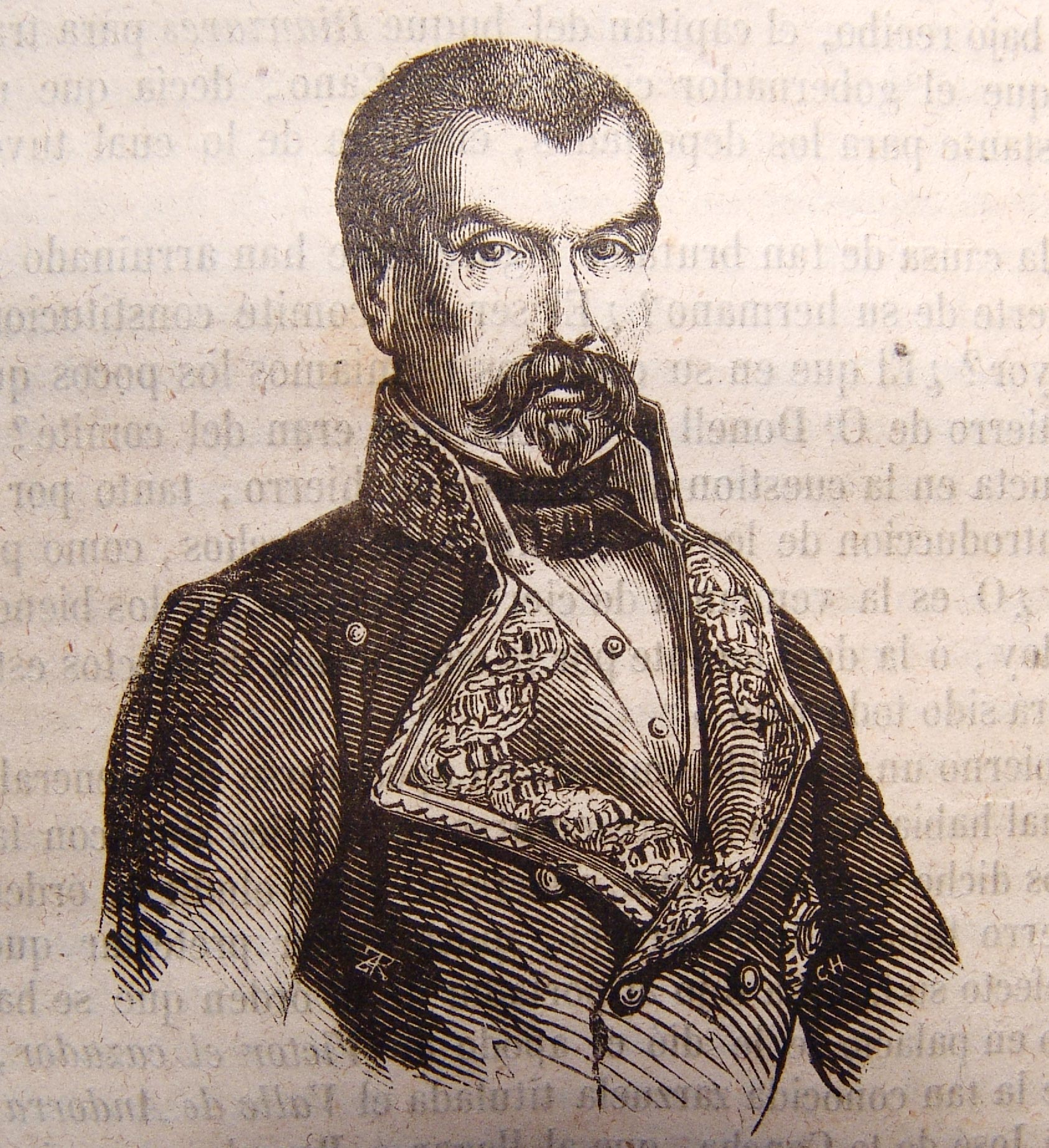
El general Dulce, primer marques de Castelflorite, en un grabado del.

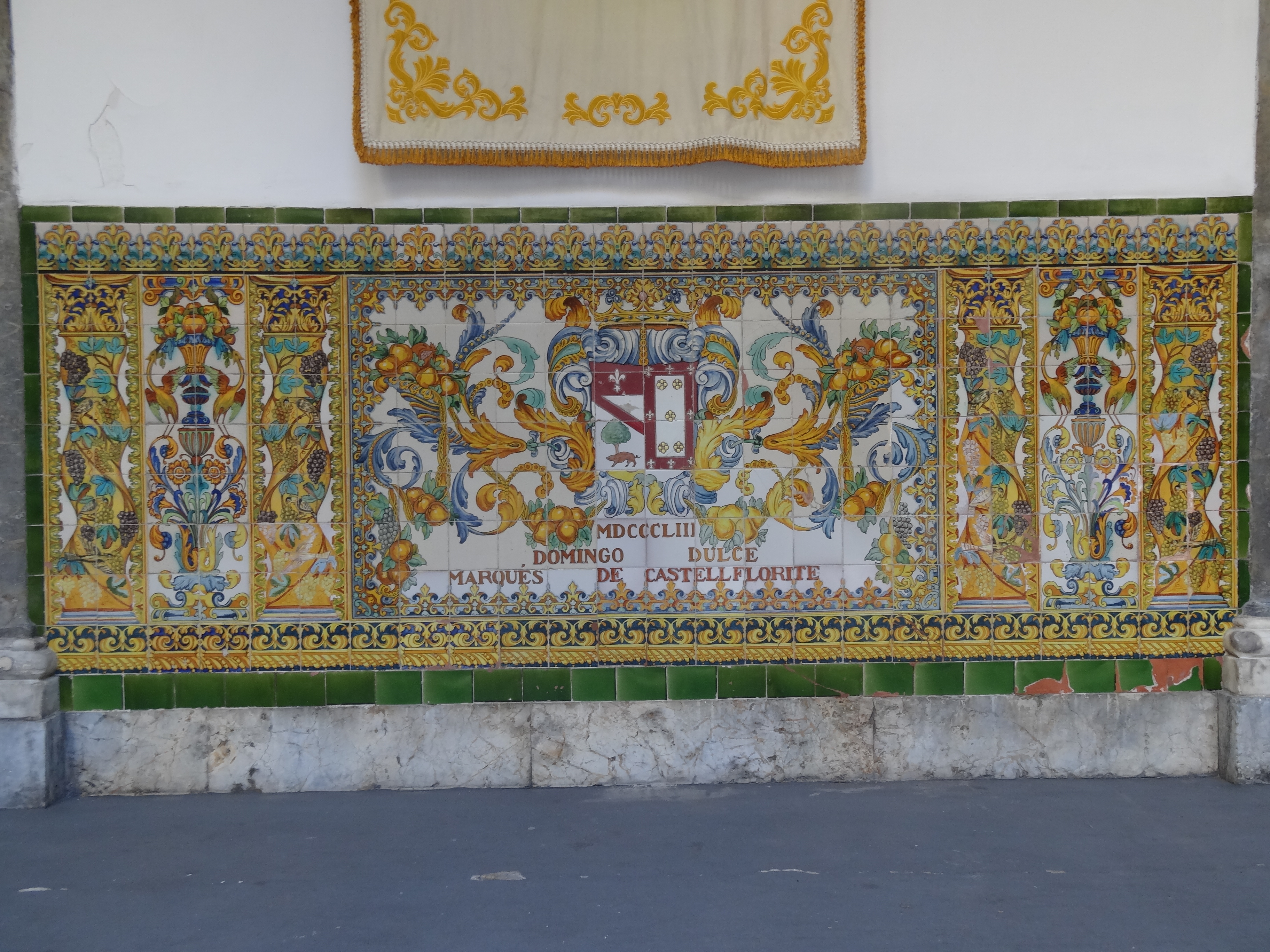
Escudo del primer marqués de Castelflorite, en el antiguo Convento de la Merced, actual Capitanía General de Barcelona.

El Marquesado de Castelflorite es un título nobiliario español creado por la reina Isabel II el 18 de octubre de 1860 a favor de Domingo Dulce de Guerrero y Garay (Sotés, La Rioja, España, 7 de mayo de 1808 - Amélie-les-Bains, Francia, 23 de noviembre de 1869). 
Fue un militar isabelino, participó en la Primera Guerra Carlista con los militares cristinos y bajo las órdenes de Baldomero Espartero a quien le unía una profunda amistad. Colaboró durante la regencia de éste y sofocó la revolución de los moderados de 1841. Nombrado general, participó en la guerra de los Matiners enfrentándose victorioso al legendario militar carlista Ramón Cabrera. Participó en La Vicalvarada apoyando, en este caso, a O´Donnell y su proyecto de Unión Liberal, así como posteriormente se enfrentó a la intentona carlista de San Carlos de la Rápita, tras cuyo aplastamiento obtuvo este marquesado. Fue Capitán General de Aragón, Cataluña y de la Isla de Cuba; Caballero de las Órdenes de Carlos III y San Hermenegildo.
El título hace referencia a la localidad de Castelflorite, Provincia de Huesca.

## Marqueses de Castelflorite
|                      | Titular                                 | Periodo              |
| Creado por Isabel II | Creado por Isabel II                    | Creado por Isabel II |
| -------------------- | --------------------------------------- | -------------------- |
| I                    | Domingo Dulce de Guerrero y Garay       | 1860-1869            |
| II                   | Luisa Dulce y Tesserra                  | 1870-1884            |
| III                  | Ángel Dulce y Antón                     | 1885-1931            |
| IV                   | Joaquín Buxó-Dulce de Abaigar           | 1952-1979            |
| V                    | Joaquín Buxó-Dulce y Montesinos         | 1985-1992            |
| VI                   | María de la Salud Domingo-Dulce y Ruano | 1992-2014            |
| VI                   | Juan José Lago-Novás y Domingo-Dulce    | 2014-actual titular  |

## Historia de los marqueses de Castelflorite
- Domingo Dulce de Guerrero y Garay (1808-1869), I marqués de Castelflorite.

1. Casó, en Sotés, con Asunción Pardo y Zorrilla el 7 de mayo de 1839. Sin descendencia.
2. Casó, en Barcelona, en segundas nupcias con Albina Treserra y Thompson el 22 de noviembre de 1858, de cuya unión nació: Luisa Dulce y Tesserra
3. Casó, en La Habana, en terceras nupcias con María Elena Martín de Medina y Molina, condesa viuda de Santovenia, el 23 de mayo de 1867. Sin descendencia.

El 5 de agosto de 1870, le sucedió su única hija:
- Luisa Dulce y Tesserra (1859-1884), II marquesa de Castelflorite, soltera. Sin descendencia.

El 16 de agosto de 1885, le sucedió su primo carnal (hijo de Victoriano Dulce y Garay, hermano del primer marquésy de su esposa Petra Antón Hernández):
- Ángel Dulce y Antón (1857-1931), III marqués de Castelflorite.

El 4 de abril de 1952, le sucedió :
- Joaquín Buxó-Dulce y Abaigar (1905-1979), IV marqués de Castelflorite.

1. Casó, en 1932, con Milagros Montesinos y Vanaclocha.
2. Casó en segundas nupcias con Luisa Serra Spieler.

El 10 de enero de 1985, le sucedió su hijo primogénito:
- Joaquín Buxó-Dulce y Montesinos (1932-), V marqués de Castelflorite.Cancelada la Real Carta de Sucesión el 13 de octubre de 1992.

El 11 de noviembre de 1992, en ejecución de sentencia dictada por el Tribunal Supremo, le sucedió:
- María de la Salud Domingo-Dulce y Ruano[2] (m. en 2014), VI marquesa de Castelflorite.

1. Casó con Juan Lago-Novás y Búa. en 1975. Le sucede el hijo de ambos:

- Juan José Lago-Novás y Domingo-Dulce (n. en 1977), VII marqués de Castelflorite.